# Киселівка (Херсонський район)
Киселі́вка — село в Україні, у Чорнобаївській сільській громаді Херсонського району Херсонської області.
Колишній центр Киселівської сільської ради, нині — центр Киселівського старостинського округу. Розташована за 2 км від залізничного роз'їзду Чеховичі на лінії Херсон—Миколаїв.

## Географія
Вулиці
В Киселівці налічується 26 вулиць та 2 провулки.
- Амосова Миколи
- Гагаріна Юрія
- Козацька (Кірова Сергія)
- Комарова Володимира
- Комаровка
- Курилівська (Жовтнева)
- Лугова
- Маяковського Володимира
- Миру
- Молодіжна
- Молодогвардійська
- Набережна
- Новоселів
- Освітянська (Радянська)
- Перемоги
- Південна
- Польова
- Поштова (Леніна)
- Пушкіна Олександра
- Садова
- Сонячна
- Степова
- Тюленіна Сергія
- Українська (Фрунзе)
- Шевченка
- Шкільна

Провулки
- Маяковського Володимира
- Урожайний (Кірова Сергія)

## Історія

### Заснування
Перша писемна згадка про Киселівку припадає на 1856 рік. У 1856 у ньому нараховувалося 26 дворів. У 1859 році на території села були засновані хутори: Русолови, Ново-Кирилівка, Кисельова, Новікові, Русакові, які згодом об'єдналися у Киселівку. У 1896 році на території Кисельових хуторів налічувалося вже 127 дворів, мешкало 662 особи і працювало 3 лавки.

### Українська революція
Протягом Української революції село стало частиною проголошеної III Універсалом Української Народної Республіки. З початком Першої радянсько-української війни, у січні 1918 року в Киселівці розпочалась радянська окупація. З 4 квітня і до кінця 1918 року село зайняли українські та союзні війська. Наступного року село опинилося в зоні, підконтрольній англо-франко-грецьким військам. У березні 1919 року частини Червоної Армії повторно захопили владу. З серпня 1919 року по січень 1920 року в районі села діяли денікінці, але остаточний контроль над населеним пунктом встановили саме більшовики. У 1921 році організована сільськогосподарська артіль найбіднішого селянства, яка 14 березня 1924 року реорганізувалася у сільськогосподарську комуну імені Петровського і мала в користуванні 180 десятин орної землі.

### Радянська окупація
У 1929 році, під час примусової колективізації, у Киселівці було створено 4 колгоспи. Все виробництво проводилось вручну, пізніше з'явилися трактори «Універсал» та «Т-65», які стали справжнім подарунком для села.
Село постраждало від Голодомору, проведеного радянським урядом у 1932—1933 роках. Згідно з мартирологом Національної книги пам'яті України, складеного на основі різних джерел, встановлено імена 24 загиблих. Через опір колективізації та геноциду в селі відбувалось відкриття кримінальних справ проти місцевих жителів.
У роки другої світової війни на фронтах воювали 206 киселівців, 79 із них так і не повернулися додому, 150 нагороджено орденами і медалями. У 1971 році на території села проживало 85 ветеранів Німецько-радянської війни, на 20 жовтня 2012 року їх залишилось лише троє — це Костюшко Цезар Іванович, Павловська Ксенія Юхимівна і Романова Любов Лук'янівна.
1 жовтня 1964 року був створений радгосп «Молода гвардія». Першими директором став Гуман Микола Васильович, який залишався незмінним керівником протягом 16 років. Його змінив Григорій Григорович Лущан. Довгий час, як і М. В. Гуман, він працював пліч-о-пліч з головним агрономом радгоспу Урсалом Валентином Дмитровичем. За радгоспом було закріплено 7476 га сільськогосподарських угідь, з них 7104 га орної землі, у тому числі 1553 га зрошуваної. Господарство спеціалізувалося на вирощуванні насіннєвих культур, виробництві яловичини, розвиненим було молочне тваринництво. Підсобним підприємством був консервний цех, кормовиробничий комплекс. За високі показники з виробництва молока радгосп у1979 і 1980 роках нагороджений перехідним Червоним прапором ЦК КПРС, Ради Міністрів СРСР, ВЦРПС і ЦК ВЛКСМ. 184 трудівника села отримали урядові нагороди, у тому числі ордена Леніна — комбайнер І. Н. Рядчій, ордена Жовтневої Революції — голова виконкому сільради, секретар парткому радгоспу І. С. Бугаєнко. За сумлінну, добросовісну працю нагороджено високими державними нагородами цілу плеяду самовідданих трударів ланів та ферм: Москаленко Василя Васильовича, Капустіна Анатолія Єгоровича, Інгула Володимира Даниловича, Глазову Людмилу Олександрівну. Проте з часом у господарстві почали відбуватися зміни не на краще.

### Незалежна Україна

#### Після 1991 року
У жовтні 1995 року Кабінет Міністрів України схвалив рішення про приватизацію розташованого тут радгоспу. Станом на 2010 рік в селі налічувалося два сільськогосподарських підприємства. Кисельівське підприємство мало 1937 га ріллі і 50 найманих працівників, а підприємство «Оса-2» — 526 га ріллі і 35 найманих працівників. У 1993 році було створено підприємство з виробництва лаку «Полімер-ЛАК».
14 березня 1997 року радгосп «Молода Гвардія» перейменовано у ВАТ «Молода Гвардія», але це вже не могло врятувати його від банкрутства.
Під час введення адміністративної реформи 2020 року, Киселівку, як і розформований Білозерський район, було включено до складу новоствореної Чорнобаївської сільської громади, у яку увійшло 9 сіл та 1 селище.

#### Російсько-українська війна
2022 року, під час російського вторгнення в Україну, село було окуповано російськими військами. 29 квітня 2022 року в селі сталася перестрілка між військовими РФ чеченської та бурятської національності, по 50 учасників з кожного боку. Причинами міжетнічного конфлікту було небажання бурятів вести наступальні бойові дії та «нерівноправність» умов з кадирівцями. Останні взагалі не бувають на передовій, залишаючись в тилу виключно як «загороджувальні загони». Їхнє завдання — спонукати підрозділи окупантів до дій, стріляючи по тим, хто намагається відступати. Ще одна причина — нерівномірність розподілу награбованого. Основний «зиск» від мародерства отримують ті ж чеченці..
10 листопада 2022 року село звільнене від російської окупації підрозділами Першої окремої бригада спеціального призначення імені Івана Богуна. 25 грудня внаслідок російського артилерійського обстрілу в селі було знищено єдину церкву.

## Населення
Згідно з переписом УРСР 1989 року чисельність наявного населення села становила 2533 особи, з яких 1199 чоловіків та 1334 жінки.
За переписом населення України 2001 року в селі мешкало 2494 осіб.

### Мовний склад
Рідна мова населення за даними перепису 2001 року:
| Мова            | Кількість | Відсоток |
| --------------- | --------- | -------- |
| українська      | 2363      | 94.75%   |
| російська       | 108       | 4.33%    |
| румунська       | 17        | 0.68%    |
| білоруська      | 3         | 0.12%    |
| інші/не вказали | 3         | 0.12%    |
| Усього          | 2494      | 100%     |

## Економіка
Станом на 2014 рік у Киселівці діють три сільськогосподарські підприємства: ЗАТ «Киселівка» (керівник Сова Олександр Іванович), ТОВ «Оса-2» (керівник Урсуленко Г. С.), ПП «Агропродукт-Н» (керівник Сова Наталія Федорівна). Промисловість села представлена сучасним підприємством ТОВ «Полімер-лак», яке діє з 1993 року.
На території Киселівської сільської ради функціонують 9 фермерських господарств та 12 приватних магазинів. Працюють дитячий ясла-садок, загальноосвітня школа, амбулаторія, пошта, будинок культури та сільська бібліотека.

## Храми
- Івана Богослова УПЦ МП.

## Відомі люди
- Іон Андрій Дмитрович (1975—2015) — український військовик, солдат Збройних сил України, учасник російсько-української війни[14].
- Жданов Віктор Петрович (нар. 1968) — український актор театру та кіно.